# 李定 (北宋)
李定（1020年—1087年），字資深，揚州（今江蘇揚州市）人。宋朝官員。
曾受教於王安石，進士及第，任定远县（今安徽省定远县）县尉，秀州（今浙江省嘉興市）判官。
熙寧二年由孫覺举荐，召至京师開封，谏官李常问他：“君从南方来，民谓青苗法如何？”李定说：“民优之，无不喜者。”後由王安石薦於皇帝，歷官太子中允、监察御史里行，此次擢拔眾議汹汹，宋敏求、苏颂、李大临等抵制不從，御史陈荐劾“定所生母亡，不解官持丧”，此議遂罷。三年，被擢为崇政殿说书时，御史林旦、薛昌朝反對奏说，李定不服母丧不孝，曰：“不宜以不孝之人居劝讲之地。”。四年，改集賢院校理、檢正中书吏房公事。
元丰初年，召拜宝文阁待制、同知谏院，进知制诰，官御史中丞，上《國子監敕式令》並《學令》凡百四十條。
元豐二年（1079年）同舒亶製造了“烏臺詩案”（以“過眼青錢轉手空”為榜樣的典型文字獄），蘇軾入獄幾乎論死。
宋哲宗時，司馬光執政，新法人士先後被貶，知青州，移江宁府，谪居滁州。
元祐二年卒。李定於宗族有恩，分财振赡，家無餘資。是故死之日，诸子皆布衣。
子：李簡夫。

## 延伸阅读
[在维基数据编辑]
 《宋史·卷329》，出自脱脱《宋史》